# اهواهنی (کالیفرنیا)
اهواهنی، کالیفرنیا (به انگلیسی: Ahwahnee, California) یک منطقهٔ مسکونی در ایالات متحده آمریکا است که در کالیفرنیا واقع شده‌است.

## خصوصیات
اهواهنی ۲۵٫۹۶۱ کیلومترمربع مساحت و ۲٬۲۴۶ نفر جمعیت دارد و ۷۰۹ متر بالاتر از سطح دریا واقع شده‌است.